# Венетиан, Рональд
Рональд Руналдо Венетиан (нидерл. Ronald Runaldo Venetiaan; род. 18 июня 1936) — политик Суринама, по образованию математик, по происхождению — из африканцев. Занимал должность президента Суринама в 1991—1996 годах, вновь избран на пост президента в 2000 году, переизбран в 2005 году.

## Биография
Родился 18 июня 1936 года в Парамарибо (Суринам). В 1955 году окончил школу в Парамарибо с отличием, получил одну из 5 голландских стипендий для одаренных выпускников. Затем он изучал математику и физику в университете Лейдена (Нидерланды). Там получил учёную степень кандидата наук в 1964 году. Затем он вернулся в Суринам и работал сначала как преподаватель математики, а с 1969 года как школьный директор.

## Политика
Начало политической карьеры Венетиана произошло в 1970-е годы, когда он стал активистом партии NPK (Nationale Partij Kombinatie). Во время больших забастовок в 1973 году против правительства Жюля Седнея — Ягернат Лахмона он был директором AMS (Algemene Middelbare School) и одновременно руководителем профсоюза преподавателей. После успеха на выборах партии NPK (Nationale Partij Kombinatie) в 1973 году он стал министром образования и народного развития в правительстве премьера Хенка Аррона (Henck A. E. Arron).
25 февраля 1980 года после военного путча он сдал пост министра и стал доцентом на техническом факультете Университета Парамарибо (Universität von Paramaribo nach Anton de Kom, ADEK).
25 ноября 1987 года после восстановления демократии Венетиан снова стал министром образования.
7 сентября 1991 года стал 6-м президентом Суринама.